# Telururo de estaño
El telururo de estaño es un compuesto de estaño y telurio (SnTe); es un semiconductor de banda estrecha IV-VI y tiene una banda directa de 0,18 eV. A menudo se alea con plomo para fabricar telururo de plomo y estaño, que se utiliza como material detector de infrarrojos.
El telururo de estaño forma normalmente un semiconductor de tipo p (semiconductor extrínseco) debido a las vacantes de estaño y es un superconductor de baja temperatura.
El SnTe existe en tres fases cristalinas. A bajas temperaturas, cuando la concentración de portadores de huecos es inferior a 1,5x1020 cm-3 , el telururo de estaño existe en la fase romboédrica también conocida como α-SnTe. A temperatura ambiente y presión atmosférica, el telururo de estaño existe en una fase cristalina cúbica similar al NaCl, conocida como β-SnTe. Mientras que a 18 kbar de presión, el β-SnTe se transforma en γ-SnTe, fase ortorrómbica, grupo espacial Pnma. Este cambio de fase se caracteriza por un aumento del 11% en la densidad y del 360% en la resistencia para el γ-SnTe.
El telururo de estaño es un material termoeléctrico. Los estudios teóricos indican que el rendimiento del tipo n puede ser especialmente bueno.

## Propiedades térmicas
- Entalpía estándar de formación: - 14,6 ± 0,3 kcal/ mol a 298 K
- Entalpía estándar de sublimación: 52,1 ± 1,4 kcal/ mol a 298 K
- Capacidad calorífica: 12,1 + 2,1 x 10-3 T cal/deg
- Energía de disociación de enlace para la reacción SnTe(g)-> n(g)+ Te(g): 80,6 ± 1,5 kcal/ mol a 298 K
- Entropía: 24,2±0,1 cal/ mol.deg
- Entalpía de dimerización para la reacción Sn2Te2->2SnTe(g) :46.9 ± 6.0 kcal/mol [6]

## Aplicaciones
Generalmente, el Pb se alea con el SnTe para obtener propiedades ópticas y electrónicas interesantes. Además, como resultado del confinamiento cuántico, la separación de bandas del SnTe aumenta más allá de la separación de bandas del material en bruto, cubriendo el rango de longitudes de onda del infrarrojo medio. El material aleado se ha utilizado en fotodetectores de IR medioy en generadores termoeléctricos.